# Tu es l'Allemagne
Du bist Deutschland « Tu es l'Allemagne » est une campagne de marketing sociétal qui a pour objet de façonner un nouveau sentiment national allemand. La campagne a été créée dans le cadre de l'initiative « partenaire pour innovation » par 25 groupes de médias et coordonnée par Bertelsmann. C'est une campagne de grande envergure et qui donne lieu à une controverse largement présente sur les Blogs, tant et si bien que Du bist Deutschland fut des semaines durant l'une des premières recherches sur le moteur de recherche Technorati.

## Présentation
La campagne se déroule du 26 septembre 2005 au 31 janvier 2006. Elle a officiellement un budget de 30 millions d'euros mais ce budget n'est pas véritablement dépensé car aussi bien les entreprises que les acteurs le réalisent bénévolement. Aussi cette somme de 30 millions est une estimation sur ce que coûterait une campagne de cette ampleur.
La musique des films de la campagne est composée par le compositeur américain Alan Silvestri qui est connu en particulier pour le film de Forrest Gump (1994).